# St. Petersburg Open 2002
Il St. Petersburg Open 2002 è stato un torneo di tennis giocato sul cemento indoor. È stata l'8ª edizione del St. Petersburg Open, che fa parte della categoria International Series 
nell'ambito dell'ATP Tour 2002. Il torneo si è giocato al Petersburg Sports and Concert Complex di San Pietroburgo in Russia, dal 21 al 27 ottobre 2002.

## Campioni

### Singolare
Sébastien Grosjean ha battuto in finale  Michail Južnyj con il punteggio di 7–5, 6–4

### Doppio
David Adams /  Jared Palmer hanno battuto in finale  Irakli Labadze /  Marat Safin con il punteggio di 7–6(8), 6–3